# Ráditsa-Krýlovka
Ráditsa-Krýlovka (ruso: Ра́дица-Кры́ловка) es un asentamiento de tipo urbano de Rusia, constituido administrativamente como una pedanía del ókrug urbano de Briansk en la óblast de Briansk.
En 2021, el asentamiento tenía una población de 3151 habitantes.
Se ubica en la periferia septentrional de la ciudad, junto a la orilla oriental del río Bolvá, que lo separa del núcleo urbano de Bézhitsa, el distrito urbano al que pertenece el asentamiento.

## Historia
En 1708, Pedro el Grande cedió las tierras del entorno de los ríos Bolvá y Ráditsa a Jacob Bruce. En 1741, el industrial Goncharov adquirió los terrenos y creó una fundición que dio lugar al pueblo de "Ráditsa-Chugunnaya". En 1869, Serguéi Maltsov compró la fábrica y la adaptó al ferrocarril, por lo que el pueblo cambió su nombre a "Ráditsa-Parovoznaya". A finales del siglo XIX, una sociedad de campesinos de los pueblos de Karachizh y Krýlovka formó un asentamiento por agrupación de dachas llamado "Karachizh-Krýlovski".
En 1928, los pueblos de Ráditsa-Parovoznaya y Karachizh-Krýlovski, que habían crecido notablemente por su cercanía a Briansk, se unieron como un área periférica del entonces asentamiento de tipo urbano de Urytski, que actualmente es un barrio del distrito urbano de Volodarski. En 1931, el área pasó a formar parte de la vecina ciudad de Bézhitsa. En 1940, Ráditsa-Krýlovka se separó de Bézhitsa (entonces llamada "Ordzhonikidzegrad") como asentamiento de tipo urbano, aunque en 1956 acabó integrándose junto con Bézhitsa en el territorio de la ciudad de Briansk.